# Dolomedes wetarius
Dolomedes wetarius är en spindelart som beskrevs av Embrik Strand 1911. Dolomedes wetarius ingår i släktet Dolomedes och familjen vårdnätsspindlar. Inga underarter finns listade i Catalogue of Life.